# 1918年逝世人物列表
1918年逝世人物列表：1月 - 2月 - 3月 - 4月 - 5月 - 6月 - 7月 - 8月 - 9月 - 10月 - 11月 - 12月
下面是1918年逝世的知名人士列表。

## 1月

### 2日
- 凱薩琳·奧基夫·奧馬奧尼，愛爾蘭出生的美國教師和作家

### 6日
- 格奥尔格·康托尔，德國數學家

### 8日
- 約翰內斯·帕蘇克，愛沙尼亞攝影師、電影製片人
- 埃利斯·羅伯茨，美國政治家

### 9日
- 馬克斯·里特·馮·穆勒，德國第一次世界大戰戰鬥機王牌（陣亡）
- 埃米尔·雷诺，法國發明家

### 10日
- 瑪麗亞·多洛雷斯·羅德裡格斯·索佩尼亞，西班牙羅馬天主教修女和祝福

### 21日
- 埃米爾·耶利內克，德國汽車企業家

### 26日
- 尼古拉·康斯坦丁諾維奇大公，俄羅斯大公

### 28日
- 約翰·麥克雷，加拿大士兵、外科醫生和詩人

### 31日
- 伊万·普柳伊，烏克蘭物理學家和發明家

## 2月

### 4日
- 秋山真之，日本海軍上將
- 珍妮特·沃爾沃斯，美國記者和小說家

### 5日
- 倫納德·蒙蒂格爾·巴羅，英國戰鬥機飛行員（事故）

### 6日
- 古斯塔夫·克林姆，奧地利畫家，西班牙流感

### 8日
- 路易·雷诺，法國法學家、教育家和諾貝爾獎獲得者

### 9日
- EJ里士滿，美國文學家和作家

### 10日
- 阿卜杜勒-哈米德二世，奧斯曼帝國蘇丹
- 埃内斯托·泰奥多罗·莫内塔，義大利和平主義者，諾貝爾獎獲得者

### 11日
- 阿列克谢·卡列金，俄羅斯將軍（自殺）

### 14日
- 塞西爾·斯普林·賴斯，英國外交官

### 15日
- 弗農·卡斯特，英國出生的美國舞蹈家

### 16日
- 卡羅利·庫恩-埃德瓦里，兩屆匈牙利總理

### 23日
- 阿道夫·腓特烈六世，梅克倫堡-施特雷利茨大公
- 第一代布拉西伯爵湯瑪斯·布拉西，英國政治家和殖民地行政長官

## 3月

### 2日
- 蒙特內哥羅的米爾科，蒙特內哥羅國王尼古拉一世的次子。

### 9日
- 弗兰克·韦德金德，德國劇作家

### 10日
- 漢斯-約阿希姆·布德克，德國飛行王牌（陣亡）
- 吉姆·麥考密克，蘇格蘭出生的美國棒球運動員

### 13日
- 塞薩爾·崔，立陶宛作曲家

### 14日
- 盧克麗霞·加菲爾德，美國第一夫人
- 熱納羅·魯比諾，義大利無政府主義者，曾試圖暗殺比利時國王利奧波德二世，但未成功

### 15日
- 阿道夫·裡特·馮·圖切克，德國戰鬥機王牌（陣亡）

### 23日
- T.P.卡梅隆·威爾遜，英國詩人、小說家

### 25日
- 克洛德·德彪西，法國作曲家
- 沃爾特·圖爾，第一位在英國陸軍服役的黑人步兵軍官

### 27日
- 亨利·亚当斯，美國歷史學家
- 马丁·谢里登，美國奧運運動員，西班牙流感

## 4月

### 1日
- 以撒·羅森伯格，英國戰爭詩人（陣亡）
- 保罗·冯·伦宁坎普，俄羅斯將軍（被處決）

### 4日
- 赫尔曼·科恩，德國哲學家

### 5日
- 喬治·圖普二世，湯加國王，西班牙流感

### 11日
- 奥托·瓦格纳，奧匈帝國建築師、城市規劃師

### 19日
- 威廉·霍普·霍奇森，英國作家[1]

### 20日
- 卡尔·布劳恩，德國物理學家，諾貝爾獎獲得者
- 保羅·高奇·馮·弗蘭肯圖恩，奧地利政治家、總理

### 21日
- 弗里德里希二世，安哈爾特公爵
- 曼弗雷德·馮·李希霍芬，德國戰鬥機飛行員，第一次世界大戰得分最高的王牌（陣亡）

### 24日
- 叶夫诺·阿泽夫，俄羅斯政治人物

### 27日
- 雅克·杜切涅，法國將軍

### 28日
- 加夫里洛·普林齐普，南斯拉夫刺客

## 5月

### 2日
- 厄尼·派克，澳大利亞網球冠軍（陣亡）
- 尤里·維爾姆斯，愛沙尼亞政治家

### 14日
- 小詹姆斯·戈登·貝內特，美國報紙出版商

### 17日
- 威廉·德魯·羅布森一世，非裔美國牧師，歌手兼演員保羅·羅布森的父親

### 19日
- 瑪麗亞·馬格達萊娜·梅爾滕，德國羅馬天主教宗教人士

- 斐迪南德·霍德勒，瑞士畫家
- 拉烏爾·盧夫貝里，法裔美國戰鬥機飛行員（陣亡）

### 23日
- 馬里亞諾·龐塞，菲律賓外交官、政治家和作家

### 24日
- 約瑟夫·基斯，奧匈帝國戰鬥機飛行員（陣亡）

### 30日
- 格奥尔基·普列汉诺夫，俄國革命家、哲學家

## 6月

### 1日
- 羅德里克·達拉斯，澳大利亞戰鬥機飛行員（陣亡）

### 3日
- 理查·馮·比納特-施默林伯爵，奧地利貴族、政治家和前總理

### 4日
- 查理斯·費爾班克斯，美國第26任副總統

### 10日
- 阿里格·博伊托，義大利詩人、作曲家

### 13日
- 米哈伊尔·亚历山德罗维奇，俄國大公、俄國沙皇亞歷山大三世最小的兒子、尼古拉二世的弟弟。

### 15日
- 弗蘭克·邁爾斯·戴，美國建築師

### 16日
- 巴齊爾·阿桑，羅馬尼亞工程師和探險家

### 19日
- 弗朗切斯科·巴拉卡，義大利戰鬥機飛行員（空難）

### 25日
- 傑克·貝克利，美國棒球運動員，美國職業棒球大聯盟名人堂成員

### 26日
- 喬治亞的基裡昂二世，喬治亞東正教宗教領袖，聖人

### 27日
- 約瑟芬·佩拉丹，法國神秘學家

## 7月

### 3日
- 穆罕默德五世，奧斯曼帝國蘇丹

### 9日
- 詹姆斯·麥卡登，英國戰鬥機飛行員（空難）

### 14日
- 那逊阿尔毕吉呼，人稱阿爾花公
- 昆汀·羅斯福，美國總統西奧多·羅斯福最小的兒子，戰鬥機飛行員（陣亡）

### 17日
- 尼古拉二世灭门案被處決的罗曼诺夫王朝成員：
  - 尼古拉二世，俄罗斯沙皇
  - 亞歷山德拉·費奧多羅夫娜，俄羅斯前皇后
  - 歐嘉·尼古拉耶芙娜，俄羅斯帝國女大公
  - 塔季扬娜·尼古拉耶芙娜，俄羅斯帝國女大公
  - 俄羅斯的瑪麗亞·尼古拉耶芙娜女大公，俄羅斯帝國女大公
  - 阿纳斯塔西娅·尼古拉耶芙娜·罗曼诺娃，俄羅斯帝國女大公
  - 阿列克谢·尼古拉耶维奇·罗曼诺夫，俄罗斯前沙皇

### 18日
- 俄羅斯君士坦丁·康斯坦丁諾維奇親王（被處決）
- 俄羅斯親王伊戈爾·康斯坦丁諾維奇（被處決）
- 俄羅斯謝爾蓋·米哈伊洛維奇大公（被處決）
- 俄羅斯伊莉莎白大公夫人（黑森州和萊茵河畔的伊莉莎白公主）（被處決）

### 20日
- 弗朗西斯·盧波，美國士兵

### 22日
- 羅伊·厄爾·帕裡什，美國政治家（陣亡）
- 曼努埃爾·岡薩雷斯·普拉達，秘魯政治家、作家
- 因陀羅·拉爾·羅伊，印度戰鬥機飛行員（陣亡）
- 阿列克謝·沙斯特尼，俄羅斯海軍軍官（被處決）

### 26日
- 亨利·麦金托什，英國奧運運動員（陣亡）
- 愛德華·曼諾克，英國戰鬥機飛行員（陣亡）

## 8月

### 1日
- 約翰·萊利·班尼斯特，美國員警，牛仔
- 加布里埃爾·蓋蘭，法國第一次世界大戰戰鬥機王牌（空難）

### 5日
- 彼得·斯特拉瑟，德國海軍軍官、飛艇指揮官（陣亡）

### 9日
- 瑪麗安·科普，德國出生的美國羅馬天主教修女和聖人
- 弗朗齊謝克·普列斯尼維，奧匈帝國建築師

### 10日
- 讓·布里蘭特，加拿大士兵，維多利亞十字勳章獲得者（陣亡）
- 埃裡希·洛文哈特，德國第一次世界大戰戰鬥機王牌（空難）
- 亞歷山大·烏里茨，愛沙尼亞畫家、平面藝術家

### 12日
- 安娜·赫爾德，法國女演員

### 22日
- 科爾比尼安·布羅德曼，德國神經學家[2]

### 24日
- 小路易斯·貝內特，美國第一次世界大戰飛行王牌（陣亡）

### 30日
- 威廉·鄧肯，英國在加拿大和美國的傳教士

## 9月

### 日期不詳
- 穆德比爾·法倫，阿拉伯酋長，1913年幼發拉底河叛亂領袖

### 2日
- 約翰·福雷斯特，澳大利亞探險家和政治家，西澳大利亞州第一任州長

### 5日
- 尼古拉·馬克拉科夫，俄羅斯政治家、前內政部長

### 6日
- 伊莉莎白·耶茨，紐西蘭政治家

### 8日
- 約旦十字架的法蘭西斯·瑪麗，德國羅馬天主教神父和受人尊敬的神父
- 沃洛的米凱爾，衣索比亞軍隊指揮官和沃洛的拉斯

### 12日
- 喬治·裡德，澳大利亞第四任總理

### 13日
- 愛德華，安哈爾特公爵

### 16日
- 莫里斯·布瓦約，法國第一次世界大戰戰鬥機王牌（陣亡）

### 20日
- 埃里克王子，西曼蘭公爵，西班牙流感

### 27日
- 弗里茨·魯梅，德國第一次世界大戰戰鬥機王牌（陣亡）

### 28日
- 特魯·博德曼，美國演員，西班牙流感
- 格奥尔格·齐美尔，德國社會學家、哲學家
- 弗雷迪·斯塔爾斯，美國士兵（陣亡）

### 29日
- 弗兰克·卢克，美國戰鬥機飛行員（陣亡）

## 10月

### 4日
- 尼古拉·斯克里德洛夫，俄羅斯海軍上將

### 5日
- 罗兰·加洛斯，法國戰鬥機飛行員（陣亡）
- 羅比·羅斯，英國作家

### 6日
- 亞瑟·奧哈拉·伍德，澳大利亞網球冠軍和戰鬥機飛行員（陣亡）

### 7日
- 休伯特·帕里，英國作曲家，西班牙流感

### 8日
- 米哈伊爾·瓦西里耶維奇·阿列克謝耶夫，俄羅斯將軍

### 9日
- 雷蒙德·杜尚-維隆，法國雕塑家

### 11日
- 華萊士·勞埃德·阿爾吉，加拿大士兵（陣亡）

### 15日
- 舍地·賽·巴巴，印度大師、瑜伽士和印度國家聖人

### 16日
- 費利克斯·阿恩特，美國鋼琴家、作曲家，西班牙流感

### 18日
- 拉德科·季米特裡耶夫，保加利亞人，俄羅斯將軍（被處決）
- 吉爾多·伊爾瓦，烏干達羅馬天主教殉道者和聖人（被處決）
- 道迪·奧凱洛，烏干達羅馬天主教殉道者和聖人（被處決）
- 尼古拉·鲁兹斯基，俄羅斯將軍（被處決）

### 19日
- 哈羅德·洛克伍德，美國演員，西班牙流感
- 翁贝托，西班牙流感

### 24日
- 塞薩爾·里茲，瑞士酒店經營者
- 丹尼爾·伯利·伍爾福爾，英國官員，國際足聯第二任主席

### 25日
- 阿馬德奧·德·索薩·卡多佐，葡萄牙畫家，西班牙流感

### 29日
- 蜜雪兒·科法德，法國第一次世界大戰戰鬥機王牌（陣亡）
- 魯道夫·托比亞斯，愛沙尼亞作曲家

### 31日
- 埃貢·席勒，奧地利藝術家，西班牙流感
- 伊斯特萬·蒂薩，兩屆匈牙利總理（遇刺）

## 11月

### 1日
- 弗拉基米爾·瓦西裡耶維奇·斯米爾諾夫，俄羅斯將軍（被處決）

### 2日
- 休·凱恩斯，加拿大士兵

### 4日
- 威爾弗雷德·歐文，英國詩人，士兵（陣亡）
- 安德鲁·迪克森·怀特，美國學者和外交官，康奈爾大學聯合創始人

### 5日
- 撒母耳·利德爾·麥格雷戈·馬瑟斯，英國神秘學家，西班牙流感
- 威廉·謝伊，英國演員

- 艾倫·阿內特·麥克勞德，加拿大士兵，西班牙流感

### 9日
- 纪尧姆·阿波利奈尔，法國詩人，西班牙流感
- 阿爾伯特·巴林，德國航運大亨
- 彼得·拉姆斯登，印度陸軍英國將軍

### 11日
- 维克多·阿德勒，奧地利政治家
- 乔治·劳伦斯·普莱斯，最後一位在第一次世界大戰中陣亡的英聯邦士兵

### 12日
- 阿列克謝·埃弗特，俄國將軍（被處決）

### 15日
- 羅伯特·安德森，英國員警，西班牙流感

### 19日
- 約瑟·斯密，耶穌基督後期聖徒教會第六任會長

### 20日
- 約翰·鮑爾，瑞典畫家

### 22日
- 羅斯·克利夫蘭，事實上的美國第一夫人，西班牙流感

### 23日
- 弗里茨·馮·福爾，德國將軍

### 30日
- 卡爾·彼得羅維奇·耶森，俄羅斯海軍上將

## 12月

### 2日
- 埃德蒙·羅斯坦德，法國作家，西班牙流感

### 4日
- 特裡瓦埃圖亞，西班牙流感

### 5日
- 沙爾克·威廉·伯格，布爾軍事領袖、律師、政治家、政治家和南非共和國代理總統（1900-1902 年）

### 9日
- 撒母耳·斯威特·格林，美國圖書館先驅

### 11日
- 伊萬·坎卡爾，斯洛維尼亞作家，西班牙流感

### 14日
- 西多尼奥·派斯，葡萄牙政治家、將軍、外交官、葡萄牙第66任總理和葡萄牙第4任總統（生於 1872 年），被暗殺

### 16日
- 弗雷德里克·蒂爾頓，美國教育家，馬薩諸塞州安多弗菲力浦斯學院第七任校長

### 20日
- 阿里·本·哈穆德，桑給巴爾蘇丹

### 21日
- 霍恩洛厄-席林斯菲爾斯特的康拉德親王，奧地利政治家、前首相

### 28日
- 奧拉沃·比拉克，巴西詩人

## 日期不詳
- 維亞切斯拉夫·特羅亞諾夫，俄羅斯將軍
- 雅科夫·日林斯基，俄羅斯將軍